# Evil
Evil är en amerikansk skräck- och dramaserie vars första säsong hade premiär den 26 september 2019. Första säsongen bestod av 13 avsnitt. Den fjärde säsongen kommer att ha premiär den 1 december 2023.

## Handling
Serien kretsar kring en skeptisk psykolog som tillsammans med en katolsk präst och en entreprenör slår sig samma för att undersöka oförklarade mysterier såsom mirakler och onda andar.

## Rollista i urval
- Katja Herbers - Dr. Kristen Bouchard
- Mike Colter - David Acosta
- Aasif Mandvi - Ben Shakir
- Kurt Fuller - Dr. Kurt Boggs
- Marti Matulis - George
- Brooklyn Shuck - Lynn Bouchard
- Skylar Gray - Lila Bouchard
- Maddy Crocco - Lexis Bouchard
- Dalya Knapp - Laura Bouchard
- Christine Lahti - Sheryl Luria
- Michael Emerson - Dr. Leland Townsend
- Ashley Edner - Abbey
- Andrea Martin - Sister Andrea
- Darren Pettie - Orson LeRoux
- Brooke Bloom - Emily LeRoux
- Danny Burstein - Lewis Cormier
- Boris McGiver - Monsignor Matthew Korecki
- Sohina Sidhu - Karima Shakir
- Clark Johnson - Father Amara
- Noah Robbins - Sebastian Lewin
- Li Jun Li - Grace Ling
- Kristen Connolly - Detective Mira Byrd
- Patrick Brammall - Andy Bouchard
- Peter Scolari - biskop Thomas Marx
- Dylan Baker - Father Kay
- Brian d'Arcy James - Victor LeConte
- Tim Matheson - Edward Tragoren
- Dascha Polanco - Patti Hitchens
- Michael Stahl-David - Tom McCrystal
- Heather Lind - Sara McCrystal
- Scott Ian - The Butcher
- Vondie Curtis-Hall - Leon Acosta
- Zuleikha Robinson - Jane Castle
- Wallace Shawn - Father Frank Ignatius